# Elías Jácome
Elías Jácome Guerrero, né le 2 novembre 1945 et mort le 26 juillet 1999, était un arbitre équatorien de football. Il est le premier arbitre de son pays en coupe du monde. Il décéda d'une insuffisance cardiaque.

## Carrière
Il a officié dans les compétitions majeures suivantes : 
- Copa América 1983 (1 match)
- Copa América 1987 (2 matchs)
- Copa América 1989 (2 matchs)
- Coupe du monde de football des moins de 20 ans 1989 (1 match)
- Coupe du monde de football de 1990 (1 match)